# Der Wackere Schwabe in Eisen
Der Wackere Schwabe in Eisen ist eine aus Holz geschnitzte Skulptur, die im Jahr 1915 in Stuttgart angefertigt und aufgestellt wurde. In sie wurden im Rahmen der im Ersten Weltkrieg üblichen  Kriegsnagelungen farbige Nägel eingeschlagen, was der Spendengewinnung für das Rote Kreuz diente. Vorbild der Monumentalskulptur ist eine geschnitzte Holzbildgruppe  „Der wackere Schwabe mit Pferd“.

## Vorgeschichte
In einen 500 Jahre alten Eichenholzbalken aus dem Abbruch des Stuttgarter Rathauses (vor den Neubauten von 1901 bis 1905 und 1956) oder – je nach Überlieferung – aus dem Glockenturm der Stiftskirche schnitzt der Schöpfer des „Hans im Glück Brunnens“, der Künstler Josef Zeitler, die kleine Holzbildgruppe „Der wackere Schwabe“ mit seinem ausgezehrten Pferd. Sie trägt getreu Ludwig Uhlands Schwäbischer Kunde die zum geflügelten Wort gewordene Inschrift auf dem Postament:

„Der wackre Schwabe forcht sich nit.“

Die weiteren Verszeilen lauten:

„Ging seines Weges Schritt vor Schritt, / Ließ sich den Schild mit Pfeilen spicken / Und tät nur spöttlich um sich blicken.“

„Uhland besingt [...] einen Schwäbischen Ritter, der während“ des Dritten Kreuzzuges „seine Gegner buchstäblich in Stücke schlug. Die tödlichen Schwerthiebe wurden in dem Gedicht als 'Schwabenstreiche' bezeichnet.“. 
1914 im Glaspalast bei der Münchner Sezession gezeigt, wird das kleine Bildwerk als beste Kriegsplastik in den Zeitungen gelobt. Sie findet auch Gefallen beim damaligen König von Bayern, der zu dem Künstlerfürsten Franz von Stuck gesagt haben soll:

„Schade, daß wir keinen
           Wackeren Schwaben haben.“

## Die Monumentalskulptur „Der wackere Schwabe in Eisen“

### Entscheidung und Beauftragung
Wie in vielen anderen Städten fiel auch in  Stuttgart eine Entscheidung zugunsten einer Kriegsnagelung im großen Stil. Auf Wunsch des württembergischen Königspaares Wilhelm II und auf Empfehlung durch Robert von Haug (1857–1922) fiel die Wahl 1915 auf den „Wackeren Schwaben“. Josef Zeitler, eher gegen das zeitgenössische „Benagelungsübel“ eingestellt, willigt, bedrängt von allen Seiten, zumindest einer Benagelung des Ritters in seinem Harnisch ein.

### Herstellung und Beschreibung
Unter der Schirmherrschaft Ihrer Majestät, der Königin Charlotte von Württemberg, und des Landesvereins des Roten Kreuzes wurde mit dem Schreiner Hauser und zwei aus dem Krieg abkommandierten Bildhauern in zwei Wochen, ohne persönliche Entschädigung für den guten Zweck ein „Wackerer Schwabe“ aus leichter zu benagelndem Lindenholz geschaffen. Drei Meter hoch und auf einem 90 cm starken Sockel mit der Inschrift „DERWACKERESCHWABE/FORCHTSICHNITT1914|1915“ ruhend, wurde er in der Bogenhalle des zwei Jahre jungen Kunstgebäudes am Schlossplatz aufgestellt.

### Aufstellung und Festakt
Allerlei hohe und höchste Repräsentanten aus Staat und Gesellschaft begingen am inoffiziellen Nationalfeiertag (Sedantag) dem 2. September 1915 um 11.00 Uhr, gemeinsam mit dem Volk den Festakt der Einweihung und anschließenden Benagelung ab 14.00 Uhr mit Wohltätigkeitsnägeln für das gemeinnützige Geldopfer. Zugleich erfolgen die Eintragungen in das Stiftungsbuch mit Ledereinband und Hadernpapier.

### Spendenertrag und Auszeichnung
Innerhalb weniger Tage haben auf diese Weise unter anderem das Königshaus, der Ehrenbürger Graf Zeppelin und etwa 39.200 Personen durch den Kauf der Nägel einen Reinerlös von 75.483 Mark erwirtschaftet. 
Dem arbeitsamen Zeitler, der in Friedenszeiten nicht zu den häufig mit Orden, Titeln und Ehrenzeichen versehenen Zeitgenossen gehört, wurde jedoch von der Königin anlässlich dieses Festaktes mit vaterländisch-nationaler Bedeutung das Charlottenkreuz verliehen und die damals noch lebende Tochter Carola erhielt eine goldene Nadel mit Namenszug.

## Weiterer Verbleib

### Schlossbrand
Nach der Revolution und dem Kriegsende 1918 wandert das Bildwerk von einer Ecke im Ostflügel des Alten Schlosses in einen Vorraum im ersten Stock, wo es nach dessen Brand im Januar 1932 wie durch ein Wunder unversehrt, wenn auch leicht beschädigt, zwischen den Trümmern wieder zum Vorschein kommt und instand gesetzt wurde. Mit einer Ballade und einem Holzschnittzyklus erinnern Wilhelm Schussen und Gottfried Graf (1881–1938) an das Ereignis.

### Ende im Zweiten Weltkrieg
Auf seinem neuen Ehrenplatz, der Eingangshalle im Mitteltrakt des Neuen  Schlosses, überstand die Skulptur die Bombennächte des Zweiten Weltkriegs nicht. 1941 wurde das ursprüngliche Modell von 1914 auf einer Ausstellung des Künstlerbundes und 1965 anlässlich '50 Jahre Standbild vom „Wackeren Schwaben“' im neuen Wilhelmspalais einmal gezeigt.

### Trivia
Es gab eine Serie von geschnitzten Beleuchtungskörpern, darunter auch „Der wackere Schwabe mit Pferd“ für die Fliegerkaserne Vaihingen. Des Weiteren gab es das Motiv des „Wackeren Schwaben“ unter anderem als Anhänger für Uhrketten, als Wohlfahrtspostkarten und Ansichtskarten.